# Ron Dermer
Ron Dermer (hebr. רון דרמר; ur. 16 kwietnia 1971 w Miami Beach) – izraelski dyplomata i polityk pochodzenia amerykańskiego. W latach 2013–2021 był ambasadorem Izraela w Stanach Zjednoczonych. Od 29 grudnia 2022 roku minister spraw strategicznych Izraela.

## Życiorys

### Młodość
Urodził się 16 kwietnia w 1971 roku w Miami Beach na Florydzie w rodzinie Jaya i Jafy Dermerów. Ojciec był prawnikiem i z ramienia Partii Demokratycznej został wybrany burmistrzem Miami w 1967 roku. Funkcję tę piastował przez dwie kadencje. Jego matka, z domu Rosenthal, urodziła się w Mandacie Palestyny, a jej rodzice uciekli z Polski i Niemiec przed II wojną światową. David, starszy brat Rona, również polityk, był burmistrzem Miami przez trzy kadencje z ramienia Partii Demokratycznej .
Po ukończeniu college’u pracował dla Franka Luntza – republikańskiego doradcy, który w 1994 roku tworzył kampanię Newta Gingricha . Otrzymał stopień licencjata z ekonomii i zarządzania na Wharton School of the University of Pennsylvania oraz stopień licencjata na kierunku filozofii, ekonomii i nauk politycznych na Uniwersytecie Oksfordzkim.

### Kariera polityczna
W 1995 roku zaczął pracował dla Natana Szaranskiego, pomagając przy kampanii politycznej JiIsra’el ba-Alijja . Później pełnił funkcję doradcy strategicznego Szaranskiego, kiedy ten pełnił funkcje ministra gospodarki i przemysłu oraz ministra spraw wewnętrznych. W 1997 roku na stałe wyemigrował do Izraela. W tym czasie grał także w izraelskiej lidze futbolu amerykańskiego – Kraft Family Israel Football League (hebr. ליגת הפוטבול הישראלית, Ligat ha-Futbol ha-Jisra’elit), na pozycji rozgrywającego . Od 2001 roku pracował jako dziennikarz w gazecie „The Jerusalem Post” i redagował w niej własną kolumnę The Numbers Game, w której krytykował Palestyńczyków za terroryzm oraz izraelską lewicę za sprzedawanie racji stanu za „mglistą nadzieję na pokój” . W 2004 roku wraz z Szaranskim wydał książkę The Case For Democracy: The Power of Freedom to Overcome Tyranny and Terror. Książka spotkała się z pozytywnym odbiorem w kręgach amerykańskiej administracji, w szczególności u prezydenta George’a W. Busha i sekretarz stanu Condoleezzy Rice . Współpraca z Szaranskim sprawiła, że w Izraelu Dermer zaczął być uważany za specjalistę od „rosyjskiego elektoratu” .
W 2000 roku nawiązał kontakty z Benjaminem Netanjahu , a w 2003 roku został doradcą jego i redagował mu przemówienia. W 2004 roku Netanjahu powołał Dermera na stanowisko wysłannika ds. ekonomicznych w Stanach Zjednoczonych. Funkcję tę sprawował do 2008 roku. W 2005 roku Dermer zrzekł się obywatelstwa amerykańskiego, aby móc sprawować powierzone mu stanowisko. W 2009 roku premierem Izraela został Netanjahu . Dermer znajdował się w sztabie wyborczym Likudu, gdzie modyfikował kampanię wyborczą partii przez pryzmat doświadczeń z kampanii prezydenckiej Baracka Obamy w Stanach Zjednoczonych . Po wyborach rozpoczął pracę jako doradca polityczny w Kancelarii Premiera. W jednej z rozmów Netanjahu ujawnił, że naturalnymi kandydatami na przyszłego przywódcę Likudu są Josi Kohen, były szef Mosadu, oraz Dermer . Kręgi polityków blisko związanych z Benjaminem Netanjahu uważają Dermera za „mózg Netanjahu”, a „każda kość w jego ciele jest republikańska” .

### Ambasador Izraela w Stanach Zjednoczonych (2013–2021)
W 2013 roku został wyznaczony przez izraelskiego premiera na stanowisko ambasadora Państwa Izrael w Stanach Zjednoczonych . Podczas sprawowana tej funkcji podejmował działania mające powstrzymać administrację amerykańską przed podpisaniem porozumienia nuklearnego z Iranem. Był głównym inicjatorem i organizatorem przemowy Netanjahu w Kongresie na dwa tygodnie przed wyborami w Izraelu w 2015 roku. Wydarzenie to sprawiło, że był niechętnie goszczony przez administrację Obamy. Dermer brał także aktywny udział w spotkaniach z przedstawicielstwami dyplomatycznymi państw arabskich w Stanach Zjednoczonych, co wpłynęło na sukces Porozumień Abrahamowych .
W 2016 roku otrzymał nagrodę CSP Freedom Flame Award od the Center for Security Policy, która uważana jest za kontrowersyjną, antymuzułmańską i szerzącą teorie spiskowe organizacją w Stanach Zjednoczonych .
W 2021 roku pomagał w przygotowaniach i pisaniu autobiografii Netanjahu .

### Powrót do polityki krajowej
Po wygranych wyborach przez Likud w 2022 roku, mimo że nie jest członkiem Likudu, zaoferowano mu stanowisko szefa Rady Bezpieczeństwa Narodowego Izraela. Dermer odrzucił propozycję i zgodził się przyjąć stanowisko związane ze sprawami zagranicznymi. Wobec tego ponownie reaktywowano i wydzielono Ministerstwo Spraw Strategicznych z Ministerstwa Spraw Zagranicznych. Gazety „Ha-Arec” i „The Jerusalem Post” sugerują, że ministerstwo Dermera będzie odpowiedzialne za relacje ze Stanami Zjednoczonymi, Arabią Saudyjską i kształtowanie polityki izraelskiej wobec Iranu   .

## Życie prywatne
W 1998 roku ożenił się z Adi Blumberg, córką prezesa Bank of Jerusalem. Po dwóch latach Adi zmarła. W 2002 roku zawarł drugi związek małżeński z izraelską prawniczką Rhodą Pagano. Z tego związku urodziło mu się pięcioro dzieci .

## Publikacje książkowe
- N. Szaranski, R. Dermer, The Case for Democracy: The Power of Freedom to Overcome Tyranny and Terror, Public Affairs, New York 2004, s. 320[9].